# 小菱形筋
小菱形筋（しょうりょうけいきん、英語: rhomboid minor muscle）は、菱形筋のうち、第6・第7頸椎の棘突起を起始とし、外下方に斜走して肩甲骨内側縁上部に付着する。
肩甲骨を上内方へと引く作用がある。肩甲背神経の支配を受ける。